# Dmitri Wladimirowitsch Kowtun
Dmitri Wladimirowitsch Kowtun (russisch Дмитрий Владимирович Ковтун; * 25. September 1965 in Moskau; † 4. Juni 2022 ebenda) war ein international tätiger russischer Geschäftsmann, der als Tatverdächtiger im weltweit beachteten Mord an Alexander Litwinenko bekannt wurde.

## Biografie
Nach Abschluss der Militärakademie 1986 war Kowtun nach eigenen Angaben fünf Jahre als Offizier in der DDR und der Tschechoslowakei stationiert. Nach dem Zerfall der Sowjetunion 1991 sei er zwölf Jahre in Deutschland geblieben. Er wohnte in Hamburg-Ottensen und war bis vor kurzem mit einer dort wohnenden Deutschen verheiratet. Mit ihr habe er sein erstes Unternehmen aufgebaut (VFBS, siehe unten), eine Beratungsfirma, jedoch keine Sicherheitsfirma, wie in den Medien behauptet wurde. Im Jahr 2003 sei er nach Moskau zurückgegangen. Er hatte nach eigenen Angaben in Deutschland eine Aufenthaltsgenehmigung. Nach Ansicht der Zeitung Neues Deutschland deutete dies „mit Sicherheit“ auf eine Verbindung Kowtuns zum BND hin. „Wie sonst war es dem Sowjet-Offizier, der in der DDR stationiert war und […] nach dem Zusammenbruch der UdSSR desertierte, problemlos möglich, in Deutschland zu heiraten, eine Unternehmungsberatung aufzubauen und sofort ein unumschränktes Aufenthaltsrecht zu erhalten?“
Kowtun hatte einen Abschluss in International Business Administration des Staatlichen Moskauer Instituts für Internationale Beziehungen (MGIMO) und den Master im Fach Jura. Er sprach Russisch, Englisch und wohl auch Deutsch.
Kowtun war in Russland zunächst beim russischen Energiekonzern Gazprom tätig. Später ging er zur Alfa Group, dem größten privaten Industrie- und Finanzkonzern Russlands. Danach wurde er einer der geschäftsführenden Gesellschafter bei VISTA Foreign Business Support (VFBS), das westliche Unternehmen juristisch und anderweitig bei Geschäftsanbahnungen, Markteintritt und ihren Aktivitäten in Russland berät. VFBS ist nach eigenen Angaben ein Partnerunternehmen des US-amerikanischen Anwaltsbüros Fragomen Global Immigration Services, LLC sowie Mitglied und in engem Kontakt stehend mit der Amerikanischen Handelskammer (AmCham) in Russland. Zu den Klienten zählen laut Firmenhomepage auch zahlreiche renommierte deutsche Unternehmen. Kowtun war bei VFBS verantwortlich für die Bereiche Geschäftsentwicklung, Unternehmensstrategie und Marketing. Seither war er als Berater für westliche Unternehmen tätig.
Kowtun starb laut der staatlichen Nachrichtenagentur TASS am 4. Juni 2022 in Moskau im Alter von 56 Jahren an den Folgen einer COVID-19-Erkrankung.

## Kowtuns Rolle im Fall Litwinenko
Kowtun wurde durch den Mordfall Alexander Litwinenko bekannt, da er sich kurz vor dessen Tod mit ihm in London getroffen hatte. Er hatte Litwinenko nach eigenen Angaben am 16. Oktober 2006 durch Vermittlung des Ex-KGB-Mitarbeiters Andrei Lugowoi in London kennengelernt und am 17. Oktober 2006 in einem Londoner Büro zum Zwecke der Anbahnung eines Geschäftes mit einem britischen Unternehmen getroffen. Am 1. November 2006 trafen sie sich in der Bar des Hotels Millennium in London ein weiteres Mal. Kowtun soll nach Angaben der Moskauer Staatsanwaltschaft bei dem Essen in der Bar selbst mit Polonium kontaminiert worden sein; sie hatte daher ein Ermittlungsverfahren eingeleitet. Kowtun wurde in einer Moskauer Klinik behandelt, in der sich auch sein Geschäftspartner, der gleichfalls in die Affäre verwickelte Lugowoi, zur Untersuchung befand.
Nach Angaben des leitenden Hamburger Oberstaatsanwalts Martin Köhnke gebe es „einen zulänglichen Anfangsverdacht, dass er nicht nur Opfer, sondern auch Täter sein kann“, aber eine „eindeutige Klärung, ob Kowtun Opfer oder Täter ist, lassen die bisherigen Ermittlungen nicht zu“. Gegen ihn lief in Deutschland in diesem Zusammenhang ein Ermittlungsverfahren wegen des Verdachts auf unerlaubten Umgangs mit radioaktiven Substanzen (§ 328 StGB) und wegen des Verdachts des Missbrauchs ionisierender Strahlen (§ 309 StGB). Die Polizei und das Bundeskriminalamt richteten für die Ermittlungen zu Kowtun die Sonderkommission Dritter Mann ein.
Kowtun sollte im Juli 2015 als Zeuge per Videolink aus Moskau in der Untersuchung vor dem Londoner Strafgerichtshof zum Tod Litwinenkos aussagen. Nachdem er sich dazu im März 2015 bereiterklärt hatte, zog er seine Bereitschaft drei Tage vor dem geplanten Aussagetermin zurück und gab seine Verpflichtungen in der russischen Untersuchung zu dem Fall als Grund dafür an.
Kowtun bestritt, jemals Mitarbeiter des russischen Inlandsgeheimdienstes FSB gewesen zu sein. Er sei aber auf die gleiche Moskauer Kommandeursakademie gegangen wie Andrei Lugowoi, den er schon seit seiner Jugendzeit gekannt habe. „Wir wohnten zwölf Jahre lang im selben Haus, unsere Väter arbeiteten gemeinsam im Verteidigungsministerium“, sagte Lugowoi gegenüber Radio Echo Moskwy.